# Andre de Jong
Andre Ernest de Jong (Auckland, 2 novembre 1996) è un calciatore neozelandese, attaccante dello Stellenbosch.

## Carriera

### Club
Il 1º luglio 2019 viene acquistato a titolo definitivo dalla squadra sudafricana dell'AmaZulu.

### Nazionale
Con l'Under-20 ha preso parte al Mondiale di categoria nel 2015.

## Statistiche

### Cronologia presenze e reti in nazionale
| Cronologia completa delle presenze e delle reti in nazionale ― Nuova Zelanda | Cronologia completa delle presenze e delle reti in nazionale ― Nuova Zelanda | Cronologia completa delle presenze e delle reti in nazionale ― Nuova Zelanda | Cronologia completa delle presenze e delle reti in nazionale ― Nuova Zelanda | Cronologia completa delle presenze e delle reti in nazionale ― Nuova Zelanda | Cronologia completa delle presenze e delle reti in nazionale ― Nuova Zelanda | Cronologia completa delle presenze e delle reti in nazionale ― Nuova Zelanda | Cronologia completa delle presenze e delle reti in nazionale ― Nuova Zelanda |
| Data                                                                         | Città                                                                        | In casa                                                                      | Risultato                                                                    | Ospiti                                                                       | Competizione                                                                 | Reti                                                                         | Note                                                                         |
| ---------------------------------------------------------------------------- | ---------------------------------------------------------------------------- | ---------------------------------------------------------------------------- | ---------------------------------------------------------------------------- | ---------------------------------------------------------------------------- | ---------------------------------------------------------------------------- | ---------------------------------------------------------------------------- | ---------------------------------------------------------------------------- |
| 24-3-2018                                                                    | San Pedro del Pinatar                                                        | Canada                                                                       | 1 – 0                                                                        | Nuova Zelanda                                                                | Amichevole                                                                   | -                                                                            | 59’                                                                          |
| 7-6-2018                                                                     | Mumbai                                                                       | India                                                                        | 1 – 2                                                                        | Nuova Zelanda                                                                | Coppa Intercontinentale 2018                                                 | 1                                                                            | 73’                                                                          |
| 14-11-2019                                                                   | Dublino                                                                      | Irlanda                                                                      | 3 – 1                                                                        | Nuova Zelanda                                                                | Amichevole                                                                   | -                                                                            | 76’                                                                          |
| 17-11-2019                                                                   | Vilnius                                                                      | Lituania                                                                     | 1 – 0                                                                        | Nuova Zelanda                                                                | Amichevole                                                                   | -                                                                            |                                                                              |
| 9-10-2021                                                                    | Riffa                                                                        | Nuova Zelanda                                                                | 2 – 1                                                                        | Curaçao                                                                      | Amichevole                                                                   | -                                                                            | 67’                                                                          |
| 12-10-2021                                                                   | Riffa                                                                        | Bahrein                                                                      | 0 – 1                                                                        | Nuova Zelanda                                                                | Amichevole                                                                   | -                                                                            | 82’                                                                          |
| 18-3-2022                                                                    | Doha                                                                         | Papua Nuova Guinea                                                           | 0 – 1                                                                        | Nuova Zelanda                                                                | Qual. Mondiali 2022                                                          | -                                                                            | 67’                                                                          |
| 24-3-2022                                                                    | Doha                                                                         | Nuova Zelanda                                                                | 7 – 1                                                                        | Nuova Caledonia                                                              | Qual. Mondiali 2022                                                          | 1                                                                            | 61’                                                                          |
| 30-3-2022                                                                    | Doha                                                                         | Isole Salomone                                                               | 0 – 5                                                                        | Nuova Zelanda                                                                | Qual. Mondiali 2022                                                          | -                                                                            | 85’                                                                          |
| Totale                                                                       |                                                                              | Presenze                                                                     | 9                                                                            |                                                                              | Reti                                                                         | 2                                                                            |                                                                              |

## Palmarès

### Club

#### Competizioni nazionali
- Campionato neozelandese: 1

Eastern Suburbs: 2018-2019
- Coppa di Lega sudafricana: 1

Stellenbosch: 2023